# Synedoida divergens
Synedoida divergens är en fjärilsart som beskrevs av Hans Hermann Behr 1870. Synedoida divergens ingår i släktet Synedoida och familjen nattflyn. Inga underarter finns listade i Catalogue of Life.